# Susanne Rudolph
Susanne Rudolph (* 10. Februar 1981 in Wuppertal) ist eine ehemalige deutsche Shorttrackerin.
Da Rudolph mit professionellem Training erst anfing, als sie nicht mehr für Juniorenwettbewerbe zugelassen war, fand ihr erster Start bei einem internationalen Großereignis bei den Europameisterschaften 2001 in Den Haag statt. Obwohl sie dort keine Vorläufe überstand, setzte der deutsche Verband sie noch im Dezember des gleichen Jahres erstmals im Weltcup in Sofia ein, wo sie über 500 m das Viertelfinale erreichte, dort aber disqualifiziert wurde. Auch bei den Europameisterschaften ein Jahr später gelang ihr auf derselben Distanz ebenfalls der Einzug in die drittletzte Runde. Dazu gewann sie überraschend gemeinsam mit Yvonne Kunze, Christin Priebst, Ulrike Lehmann sowie Yvonne Bolt die Staffelbronzemedaille. Als eine von zwei deutschen Starterinnen über 500 m nahm Rudolph auch an den Olympischen Winterspielen 2002 in Salt Lake City teil. Beim Sieg der Chinesin Yang Yang scheiterte sie im Vorlauf und platzierte sich schließlich auf dem 17. Rang. Auch bei den Weltmeisterschaften 2002 kam sie nicht über die Vorläufe hinaus. Nach der Saison 2002/03 mit einem vierten Staffelrang im Weltcup und einem frühzeitigen Ausscheiden bei den Weltmeisterschaften folgten zwei Jahre ohne Teilnahme an internationalen Wettkämpfen.
Als Siebte bei der Winter-Universiade 2005 auf der Kurzdistanz meldete sich Rudolph wieder erfolgreich zurück. Auch über 3000 Meter erreichte sie das Halbfinale. Nach ordentlichen Ergebnissen bei den ersten vier Weltcups der Saison 2005/06, darunter einem zweiten Platz mit der Staffel, qualifizierte sie sich erneut für die Olympischen Spiele, die 2006 in Turin ausgetragen wurden. Mit einem 18. Rang, wieder über 500 m, verschlechterte sie sich zwar im Vergleich zu den letzten Spielen um einen Platz, dafür wurde sie mit der Staffel Sechste. Der Weltcup 2006/07 verlief für die Deutsche ebenfalls gut. Dank konstant guter Platzierungen, die im damaligen Punktesystem besonders belohnt wurden, erreichte sie im 500 m-Disziplinenweltcup den sechsten Gesamtrang. Dabei blieb ein fünfter Rang, den sie beim Weltcup in Heerenveen errungen hatte, ihr bestes Resultat. Zu jener Station, bei der ihr auch über 1000 m der siebte Platz gelungen war, waren allerdings viele Topathleten nicht angereist. Mit der Staffel verteidigte sie den Podestrang vom Vorjahr zwar nicht, dafür wurde diese sogar Zweite im Staffelweltcup.
Die Europameisterschaften 2007 beendete Rudolph als Zwölfte im Allround-Wettbewerb sowie als Goldmedaillengewinnerin mit der Staffel, in der sie als Startläuferin gelaufen war. Bei den Weltmeisterschaften wurde die deutsche Staffel jedoch nur Sechste und damit Vorletzte. Mit weiteren Top-10-Resultaten im Shorttrack-Weltcup 2007/08 schaffte sie den endgültigen Durchbruch in die internationale Spitze, auch wenn die Staffel den Europameistertitel im Jahr 2008 nicht verteidigen konnte, dafür aber die Bronzemedaille gewann. Als Zweite im B-Finale über 500 m in Nagano und dem damit verbundenen sechsten Platz erreichte sie auch in der Saison 2008/09 ein gutes Ergebnis. Bei den Europameisterschaften in Turin gewann sie erneut eine Medaille mit der Staffel, diesmal Silber. Die Saison 2009/10 verlief nicht nach Wunsch. Sie verpasste die Qualifikation zu den Olympischen Spielen in Vancouver. Bei den Heimeuropameisterschaften in Dresden gewann die deutsche Staffel zwar Gold, Rudolph war jedoch nur Ersatzläuferin.
Neben den internationalen Erfolgen gewann Rudolph zwischen 2001 und 2008 bei Deutschen Meisterschaften drei Silber- und zwei Bronzemedaillen im Mehrkampf. 2008 wurde sie zudem über 500 und 3000 m Deutsche Meisterin. Über 500 m hält sie aktuell mit 44,292 s den deutschen Rekord.
Rudolph beendete zum Ende der Saison 2009/10 ihre aktive Karriere. Die Architekturstudentin ist heute als Nachwuchstrainerin bei ihrem Heimverein EHC Klostersee Grafing tätig.